# أفتر إيت
أفتر إيت أو بعد الثامنة (بالإنجليزية: After Eight) واسمها الكامل (بعد الثامنة، رقائق شوكولاتة بالنعناع) (بالإنجليزية: After Eight Mint Chocolate Thins) هي اسم مُنتج حلوى شوكولاتة بالنعناع. أُنتجت عام 1962م في المملكة المتحدة، وصنعتها شركة نستله منذ استحواذها على راونتري في عام 1988.

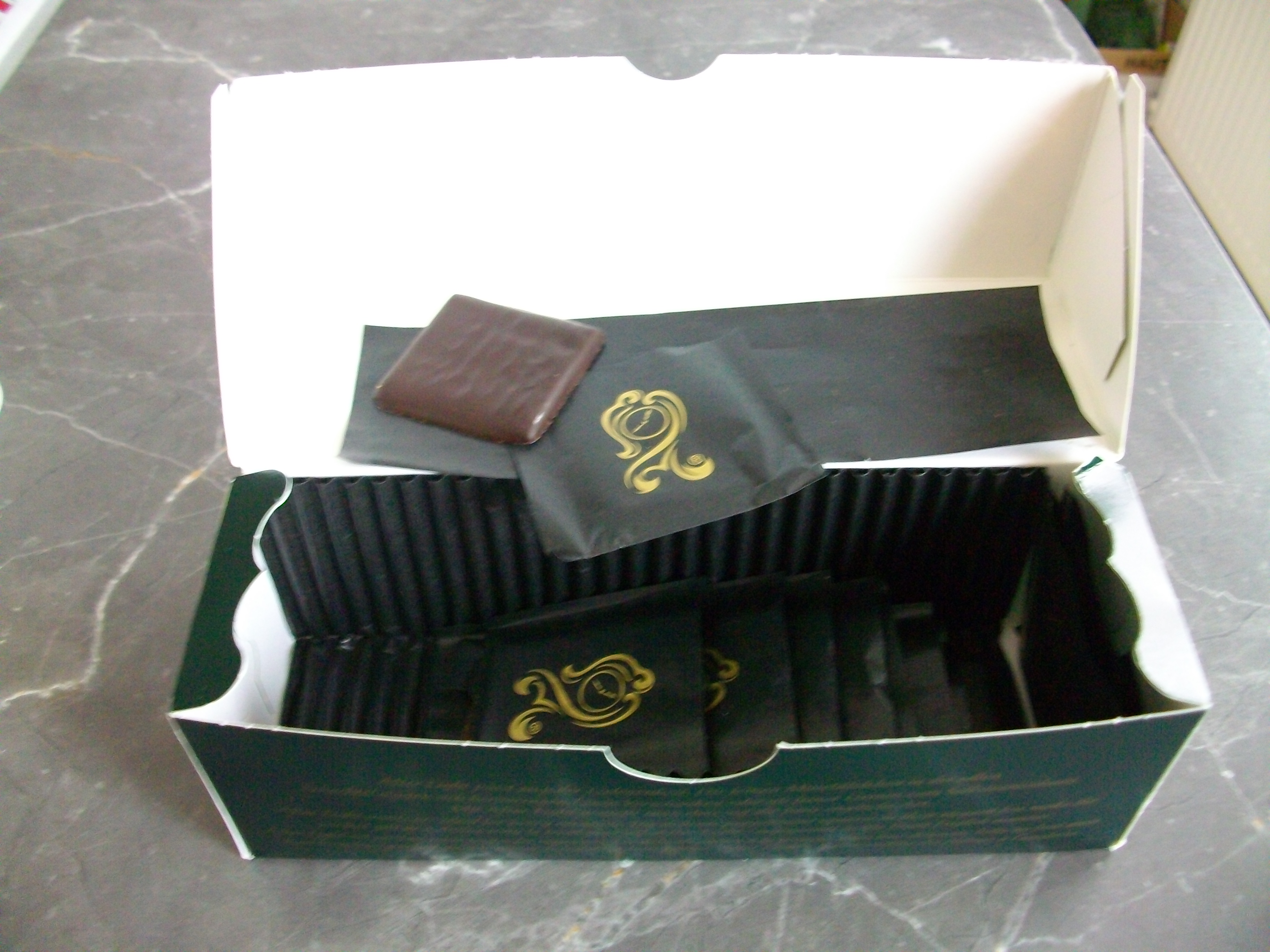
عُلبة شوكولاتة أفتر إيت

تُصنف أفتر إيت في الأصل من الشوكولاتة الداكنة الخالية من منتجات الألبان. إلا أن نستله بدأت في إضافة زبدة إلى أفتر إيت المصنوعة في بعض مرافق الإنتاج لزيادة المقاومة لتفتح الشوكولاتة [الإنجليزية]. توسعت هذه الممارسة لتشمل جميع مرافق الإنتاج في عام 2009. وأصدرت شركة نستله إصدارات خاصة من أفتر إيتس مثل أفتر إيت بالبرتقال وأفتر إيت بشوكولاتة الحليب.